# Re-Logic
Re-Logic est un développeur et éditeur de jeux vidéo indépendant américain basé dans l’Indiana. Elle a été fondée par Andrew Spinks en 2011. La société est surtout connue pour développer et publier Terraria, un jeu vidéo bac à sable d’action-aventure en 2D. Re-Logic a publié Pixel Piracy et Pixel Privateers, tous deux développés par Quadro Delta.

## Histoire
Re-Logic a été fondée au début du développement de Terraria à partir de janvier 2011, par Andrew Spinks. Le jeu est sorti pour Microsoft Windows le 16 mai 2011 et a reçu plusieurs mises à jour. En février 2012, les développeurs de Re-Logic ont annoncé que Terraria recevrait un dernier correctif de bogue, mais le développement a repris en 2013. À l’E3 2019, Re-Logic a annoncé la dernière mise à jour du jeu. La mise à jour 1.4 Journey’s End est sortie le 16 mai 2020. Re-Logic a déclaré qu’ils voulaient travailler sur d’autres projets après cette mise à jour.
Terraria a connu plusieurs sorties sur console, dont la PlayStation 3 le 26 mars 2013, Xbox 360 le 27 mars 2013 la PlayStation Vita le 11 décembre 2013 la PlayStation 4 le 11 novembre 2014 la Xbox One le 14 novembre 2014 la Nintendo 3DS le 10 décembre 2015 et la Wii U en juin 2016. Le jeu est également sorti pour iOS le 29 août 2013 pour Android le 13 septembre 2013 et pour Windows Phone le 12 septembre 2014.
La société a publié Pixel Piracy, un jeu vidéo de stratégie en temps réel à défilement horizontal, pour Microsoft Windows, macOS et Linux le 1er décembre 2013 pour la PlayStation 4 le 16 février 2016 et pour la Xbox One sur 16 février 2016. Le 21 février 2017, Re-Logic a publié Pixel Privateers, un jeu vidéo de stratégie au tour par tour pour Microsoft Windows.
En février 2015, Re-Logic a commencé le développement de Terraria : Otherworld, un jeu se déroulant dans le même univers que Terraria. Le jeu a été annoncé dans une bande-annonce le 16 février 2015 cependant, le 13 avril 2018, le jeu a été annulé en raison de son retard important et de la vision qu’en avait Re-Logic.
En 2019, en réponse au nombre croissant de jeux devenant exclusifs à l’Epic Games Store, la vice-présidente de Re-Logic, Whitney Spinks, a affirmé qu’aucun titre Re-Logic ne deviendrait une exclusivité Epic Games Store, ajoutant que la société ne « vendrait jamais [leur] âmes » pour n’importe quelle somme d’argent.
En 2021, Andrew Spinks s’est embrouillé avec Google au sujet de la suspension inexpliquée du compte Google de Re-Logic/Spinks plus de trois semaines auparavant perdant l’accès à sa chaîne YouTube , Gmail et Google Drive. Il a annoncé qu’en conséquence, Terraria ne viendrait pas sur Stadia et que Re-Logic ne publiera plus de nouveaux projets sur les plates-formes Google à l’avenir. Un mois plus tard, Re-Logic a réglé avec Google la suspension du compte Google de Spinks et confirme que Terraria se dirigera vers Stadia.

## Jeux
| Année de sortie | Titre            | Plateforme(s) | Éditeur                           |
| --------------- | ---------------- | --- | --------------------------------- |
| 2011            | Terraria         | PC, Windows Phone, Android, PlayStation 3, PlayStation Vita, Xbox 360, Xbox One, Nintendo 3DS, Wii U, Nintendo Switch, Google Stadia | Re-Logic 505 Games Spike Chunsoft |
| 2015            | Pixel Piracy     | PC, PlayStation 4, Xbox One | Re-Logic 505 Games                |
| 2017            | Pixel Privateers | PC | Re-Logic                          |